# Yoon Sin-kil

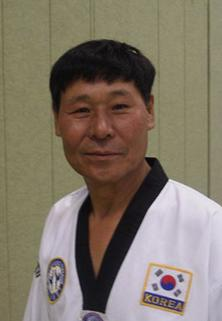
Großmeister Yoon Sin-kil

Yoon Sin-Kil (* 23. November 1943 in Korea) ist ein koreanischer Taekwondo-Großmeister.
Yoon ist Cheftrainer des Hwarang-Taekwondo-Vereins in Dorsten sowie Präsident und Gründer des Traditionellen Deutschen Taekwondo Verbands e.V.

## Biographie
Im Alter von 13 Jahren begann Yoon mit dem Taekwondo-Training in Korea. In seiner koreanischen Militärzeit bildete er unter anderem Soldaten der U.S. Army in Vietnam in Taekwondo aus. Er besitzt den 9. Dan  im Taekwondo, den 8. Dan im Hapkido sowie den 8. Dan im Muyeido. Er gründete den ersten Taekwondoverein in Nordrhein-Westfalen. Aktuell unterrichtet er in mehreren Vereinen in diesem Bundesland.
Yoon nimmt nach wie vor Gürtelprüfungen und Dan-Prüfungen im Taekwondo ab. Zudem hat er beim Aufbau der Deutschen Taekwondo Union (DTU) mitgewirkt, ist dieser jedoch nicht beigetreten. Yoon ist Präsident des Weltkampfkunst-Verbands.
Yoons ältester Sohn Alexander Yoon (5. Dan Taekwondo, 1. Dan Kickboxen) ist Deutscher Meister in der Mittelgewichtsklasse im Kickboxen.